# Netelia szepligetii
Netelia szepligetii är en stekelart som först beskrevs av Schulz 1907.  Netelia szepligetii ingår i släktet Netelia och familjen brokparasitsteklar. Inga underarter finns listade i Catalogue of Life.